# Kivilampi (sjö i Lieksa, Norra Karelen)
Kivilampi är en sjö i kommunen Lieksa i landskapet Norra Karelen i Finland. Den är 6,8 meter djup. Arean är 41 hektar och strandlinjen är 3,05 kilometer lång. Sjön  ingår i Vuoksens huvudavrinningsområde.   Den ligger omkring 120 kilometer norr om Joensuu och omkring 470 kilometer nordöst om Helsingfors. 